# Сан-Педро-Кьятони
Сан-Педро-Кьятони (исп. San Pedro Quiatoni) — муниципалитет в Мексике, входит в штат Оахака. Население — 9824 человека (на 2005 год).